# Mecànica celeste
La mecànica celeste és una branca de l'astronomia i la mecànica clàssica que té per objecte l'estudi dels moviments dels astres en virtut dels efectes gravitatoris que exerceixen sobre ells altres cossos celestes. Estudia el moviment de dos cossos, conegut com a problema de Kepler, el moviment dels planetes al voltant del Sol, dels seus satèl·lits i el càlcul de les òrbites d'estels i asteroides. Durant segles s'havien utilitzat en exclusiva els principis de la física coneguts com a mecànica clàssica (Llei de la gravitació universal d'Isaac Newton), però això va canviar en aparèixer la nova teoria de la gravitació, la relativitat general d'Albert Einstein del 1919 que, a diferència de la mecànica newtoniana, explicava el fenomen de l'avançament del periheli de Mercuri.

## Breu història del desenvolupament de la mecànica celeste
Kepler va ser el primer a desenvolupar les lleis que regeixen les òrbites a partir d'observacions empíriques del moviment de Mart recolzades, en gran part, en observacions astronòmiques realitzades per Tycho Brahe.Anys després, Newton va desplegar la seva llei de la gravitació basant-se en el treball de Kepler.
Isaac Newton va introduir la idea que el moviment dels objectes en el cel, com els planetes, el Sol, i la Lluna, i el moviment d'objectes a la Terra, com les pomes que cauen d'un arbre, podria descriure's per les mateixes lleis de la física. En aquest sentit ell va unificar la dinàmica celeste i terrestre per això la seva Llei de la gravitació es diu Universal.
Usant la llei de Newton de la gravitació, es poden demostrar les lleis de Kepler pel cas d'una òrbita circular. Les òrbites el·líptiques, parabòliques i hiperbòliques involucren càlculs més complexos però factibles. En el cas de l'òrbita de dos cossos aïllats, per exemple el Sol i la Terra, trobar la situació en un moment posterior, coneixent prèviament la posició i velocitat de la Terra en un moment inicial, es coneix com el (problema dels dos cossos) i està totalment resolt, és a dir, hi ha un conjunt de fórmules que permeten fer el càlcul.
Si el nombre de cossos implicats és tres o més el problema no està resolt. La solució del problema dels n cossos (que és el problema de trobar, donat les posicions inicials, masses, i velocitats de n cossos, les seves posicions per a qualsevol instant) no està resolt per la mecànica clàssica. Només determinades simplificacions del problema tenen solució general.
Els moviments de tres cossos es poden resoldre en alguns casos particulars. El moviment de la Lluna influït pel Sol i la Terra reflecteix la dificultat d'aquest tipus de problemes i va ocupar la ment de molts astrònoms durant segles.
Simon Newcomb va ser un astrònom canadenc-estatunidenc que va revisar la taula de posicions lunars de Peter Andreas Hansen. El 1877, ajudat per George William Hill, va recalcular totes les constants astronòmiques principals. Després de 1884, va concebre amb A. M. W. Downing un pla per resoldre molta confusió internacional sobre el tema. Quan va assistir a una conferència d'estandardització a París, França, el maig de 1886, el consens internacional era que totes les efemèrides s'havien de basar en els càlculs de Newcomb. Una altra conferència tan tard com l'any 1950 va confirmar les constants de Newcomb com a estàndard internacional.
Albert Einstein va explicar l'anòmala precessió del periheli de Mercuri en el seu article de 1916 The Foundation of the General Theory of Relativity. Això va fer que els astrònoms reconeguessin que la mecànica newtoniana no proporcionava la màxima precisió. S'han observat púlsars binaris, el primer l'any 1974, les òrbites dels quals no només requereixen l'ús de la Relativitat General per a la seva explicació, sinó que l'evolució dels quals demostra l'existència de la radiació gravitatòria, un descobriment. que va portar al Premi Nobel de Física l'any 1993.

## Determinació d'òrbites
La mecànica celeste s'ocupa de calcular l'òrbita d'un cos recentment descobert i del que es tenen poques observacions; amb tres observacions ja es poden calcular els paràmetres orbitals. Calcular la posició d'un cos en un instant donat coneguda la seva òrbita és un exemple directe de mecànica celeste. Calcular la seva òrbita conegudes tres posicions observades és un problema molt més complicat.
La planificació i determinació d'òrbites per a una missió espacial interplanetària també és fruit de la mecànica celeste. Una de les tècniques més usades és utilitzar l'estirada gravitatòria per a enviar a una nau a un altre planeta quan el combustible del coet no permetria aquesta acció. Es fa passar a la nau a una curta distància d'un planeta per a provocar la seva acceleració.

## Exemples de problemes
El problema de tres o més cossos no és un problema teòric sinó que la naturalesa està plena d'aquests problemes, el que mai es dona en la naturalesa és el problema de dos cossos que és una situació irreal que no es produïx. Alguns exemples: 
- Moviment d'Alfa Centauri C sota l'acció de l'estrella binària, Alfa Centauri (dos components d'aproximadament la mateixa massa).[14]

- Moviment d'una sonda espacial aproximant-se a un planeta doble, per exemple Plutó amb la seva lluna Caront (la proporció de massa 0,147)

- El moviment de la nau Apollo 11 en el seu viatge a la Lluna, sotmesa a l'atracció de la Terra i la Lluna.

- Òrbita d'un planeta, per exemple Mercuri, al voltant del Sol i sotmès a l'acció de tots els altres planetes.

## La teoria de pertorbacions
La teoria de pertorbacions comprèn mètodes matemàtics que s'usen per a trobar una solució aproximada a un problema que no pot resoldre's exactament, començant amb la solució exacta d'un problema relacionat. Així, en el cas del planeta al voltant del Sol, es pot considerar que es tracta d'un problema de dos cossos (el seu moviment és una el·lipse) i tractar l'acció dels altres cossos com pertorbacions d'aquesta el·lipse que causaran variacions de la seva excentricitat, oscil·lacions del plànol de l'òrbita que farà variar la posició del node, o el gir de l'eix major de l'òrbita que farà variar el periheli.
Per a tots els planetes aquestes variacions calculades s'adaptaven a les observades, excepte per al cas de Mercuri on hi havia un excés en el gir del periheli que no tenia explicació. El descobriment d'aquesta petita desviació en l'avanç del periheli de Mercuri es va atribuir inicialment a un planeta proper al Sol, fins que Einstein la va explicar amb la seva teoria de la Relativitat.

### Pertorbacions inverses
Saber la pertorbació que causa un cos conegut sobre un altre cos, per exemple l'acció de Júpiter sobre l'òrbita d'Urà, és un tema de pertorbacions directes. Aplicant totes les pertorbacions dels cossos coneguts a l'òrbita d'Urà, quedava un residu sense explicar. Es va pensar que es devien a un cos desconegut: en aquest cas, es veia l'efecte, però es desconeixia la massa i posició del causant.
El moviment estrany d'Urà, causat per les pertorbacions d'un planeta fins llavors desconegut, va permetre a Le Verrier i Adams descobrir al planeta Neptú mitjançant càlculs. Descobrir l'òrbita, massa i posició del cos que causava la pertorbacions en l'òrbita d'Urà és un cas de pertorbació inversa, i és molt més complicat que el problema habitual.

## Relativitat General
Després que Einstein expliqués la precessió anòmala del periheli de Mercuri, els astrònoms van reconèixer que la mecànica newtoniana no proporciona una exactitud més alta.
La nova visió de la mecànica i de la gravitació d'Einstein és utilitzada en uns pocs problemes específics de la mecànica celeste atès que, en la majoria dels problemes que aborda aquesta disciplina, segueix sent suficientment precisa la mecànica newtoniana. Entre els temes que requereixen el concurs de la relativitat general estan, per exemple, les òrbites dels púlsars binaris, l'evolució dels quals suggereix l'existència la radiació gravitatòria. Encara que la teoria d'Einstein predigues les ones gravitacionals, aquesta radiació no s'ha observat directament ni tampoc la partícula teòrica que la produïx, el gravitó.